# Neoperla tenuispina
Neoperla tenuispina és una espècie d'insecte plecòpter pertanyent a la família dels pèrlids.

## Descripció
- Els adults presenten taques de color marró fosc entre els ocels del cap, les potes grogues i ales que fan 14 mm de llargària.
- Penis tubular en els mascles.
- La femella no ha estat encara descrita.[5]

## Hàbitat
En el seu estadi immadur és aquàtic i viu a l'aigua dolça, mentre que com a adult és terrestre i volador.

## Distribució geogràfica
Es troba a Malèsia: Sumatra.